# Rocky Mound, Texas
Rocky Mound là một thị trấn thuộc quận Camp, tiểu bang Texas, Hoa Kỳ. Năm 2010, dân số của thị trấn này là 75 người.

## Dân số
- Dân số năm 2000: 93 người.
- Dân số năm 2010: 75 người.